# Équipe du Portugal des moins de 17 ans de football
Maillots
L'équipe du Portugal de football des moins de 17 ans est constituée par une sélection des meilleurs joueurs portugais de moins de 17 ans sous l'égide de la Fédération du Portugal de football.

## Palmarès
- Coupe du monde U16 (0) :
  - Troisième : 1989

- Championnat d'Europe U16 (4) :
  - Vainqueur : 1989, 1995, 1996 et 2000
  - Finaliste : 1988

- Championnat d'Europe U17 (3) :
  - Vainqueur : 2003, 2016, et 2025
  - Finaliste : 2024
  - Troisième en 2004

## Parcours

### Parcours en Coupe du monde des moins de 16 ans
| Coupe du monde U16                                             |
| - 1985 : Non qualifié - 1987 : Non qualifié - 1989 : Troisième |

### Parcours en Coupe du monde des moins de 17 ans
| Coupe du monde U17 | Coupe du monde U17 |
| - 1991 : Non qualifié - 1993 : Non qualifié - 1995 : Quarts-de-finale - 1997 : Non qualifié - 1999 : Non qualifié - 2001 : Non qualifié - 2003 : Quarts-de-finale - 2005 : Non qualifié - 2007 : Non qualifié - 2009 : Non qualifié | - 2011 : Non qualifié - 2013 : Non qualifié - 2015 : Non qualifié - 2017 : Non qualifié - 2019 : Non qualifié - 2023 : Non qualifié |

### Parcours en Championnat d'Europe des moins de 16 ans
| Championnat d'Europe U16 | Championnat d'Europe U16 |
| - 1982 : Non qualifié - 1984 : Non qualifié - 1985 : 1er tour - 1986 : 1er tour - 1987 : 1er tour - 1988 : Finaliste - 1989 : Vainqueur - 1990 : 4e - 1991 : 1er tour - 1992 : 4e | - 1993 : 1er tour - 1994 : Quarts-de-finale - 1995 : Vainqueur - 1996 : Vainqueur - 1997 : Non qualifié - 1998 : 4e - 1999 : Quarts-de-finale - 2000 : Vainqueur - 2001 : Non qualifié |

### Parcours en Championnat d'Europe des moins de 17 ans
À partir de 2002, la compétition est ouverte à la catégorie d'âge des moins de 17 ans. Puis à partir de 2007, la compétition n'organise plus de match pour la troisième place.
| Championnat d'Europe U17 | Championnat d'Europe U17 | Championnat d'Europe U17                                                        |
| - 2002 : 1er tour - 2003 : Vainqueur - 2004 : Troisième - 2005 : Non qualifié - 2006 : Non qualifié - 2007 : Non qualifié - 2008 : Non qualifié - 2009 : Non qualifié - 2010 : 1er tour - 2011 : Non qualifié | - 2012 : Non qualifié - 2013 : Non qualifié - 2014 : Demi finaliste - 2015 : Non qualifié - 2016 : Vainqueur - 2017 : Non qualifié - 2018 : 1er tour - 2019 : Quarts de finale - 2020 : Annulé - Covid-19 - 2021 : Annulé - Covid-19 | - 2022 : Demi finaliste - 2023 : 1er tour - 2024 : Finaliste - 2025 : Vainqueur |

## Effectif actuel
Les joueurs qui suivent ont participé à l'Euro 2019 avec le Portugal U17.
| N°         | Nom              | Équipe                   | Date de naissance | App.     | Buts     |          |          |
| Gardiens   | Gardiens         | Gardiens                 | Gardiens          | Gardiens | Gardiens | Gardiens | Gardiens |
| ---------- | ---------------- | ------------------------ | ----------------- | -------- | -------- | -------- | -------- |
| 1          | Samuel Soares    | SL Benfica               | 15 juin 2002      | 10       | 0        |          |          |
| 12         | Diogo Almeida    | Sporting CP              | 30 janvier 2002   | 6        | 0        |          |          |
| Defenseurs |                  |                          |                   |          |          |          |          |
| 2          | Tomás Esteves    | FC Porto                 | 3 avril 2002      | 11       | 0        |          |          |
| 3          | Eduardo Quaresma | Sporting CP              | 2 mars 2002       | 12       | 0        |          |          |
| 4          | Tomás Araújo     | SL Benfica               | 16 mai 2002       | 16       | 0        |          |          |
| 5          | Rafael Brito     | SL Benfica               | 19 janvier 2002   | 12       | 0        |          |          |
| 13         | Rodrigo Rêgo     | Sporting CP              | 26 mars 2002      | 11       | 1        |          |          |
| 14         | Filipe Cruz      | SL Benfica               | 19 février 2002   | 14       | 1        |          |          |
| Milieux    |                  |                          |                   |          |          |          |          |
| 6          | João Daniel      | Sporting CP              | 28 juin 2002      | 16       | 0        |          |          |
| 8          | Tiago Ribeiro    | AS Monaco                | 14 mars 2002      | 13       | 0        |          |          |
| 10         | Paulo Bernardo   | SL Benfica               | 24 janvier 2002   | 17       | 3        |          |          |
| 11         | Pedro Brazão     | OGC Nice                 | 30 décembre 2002  | 13       | 5        |          |          |
| 15         | Famana Quizera   | Borussia Monchengladbach | 25 avril 2002     | 9        | 5        |          |          |
| 19         | Gonçalo Batalha  | Sporting CP              | 18 février 2002   | 13       | 3        |          |          |
| 20         | Daniel Rodrigues | Sporting CP              | 11 février 2002   | 17       | 3        |          |          |
| Attaquants |                  |                          |                   |          |          |          |          |
| 7          | Gerson Sousa     | SL Benfica               | 10 mai 2002       | 12       | 8        |          |          |
| 9          | Fábio Silva      | FC Porto                 | 19 juillet 2002   | 17       | 4        |          |          |
| 16         | Bruno Tavares    | Sporting CP              | 16 avril 2002     | 16       | 3        |          |          |
| 17         | Henrique Pereira | SL Benfica               | 15 février 2002   | 13       | 1        |          |          |
| 18         | Tiago Tomás      | Sporting CP              | 16 juin 2002      | 15       | 5        |          |          |

## Personnalités

### Anciens joueurs
| Liste des anciens joueurs | Liste des anciens joueurs | Liste des anciens joueurs | Liste des anciens joueurs    |
| - 2001 : Ricardo Quaresma - 2001-2002 : Cristiano Ronaldo - 2002-2003 : Ivanildo - 2002-2003 : Paulo Machado - 2002-2003 : Carlos Saleiro - 2002-2004 : Hélder Barbosa - 2003 : João Moutinho - 2003-2004 : Bruno Gama | - 2008-2009 : Pipo        | - 2012-2014 : Rúben Neves | - 2014-2015 : Gonçalo Guedes |

- Nélson Alexandre Gomes Pereira
- Armando Teixeira
- Romain Goncalves
- Kylian Agostinho
- Paulo Santos
- Abel Xavier
- Diogo Fernandes Rodrigues
- Miguel Luis Pinto Veloso
- Marco Caneira
- Raul Meireles

### Classements
|   | Joueur           | Carrière  | Sélections |
| - | ---------------- | --------- | ---------- |
| 1 | Hélder Barbosa   | 2003-2004 | 37         |
| 2 | Bruno Gama       | 2003-2004 | 34         |
| 3 | Rúben Neves      | 2012-2014 | 31         |
| 4 | Gedson Fernandes | 2014-2016 | 30         |
| 5 | Sancidino Silva  | 2009-2011 | 29         |
| 6 | José Gomes       | 2014-2016 | 28         |
| 7 | Umaro Embaló     | 2016-2018 | 27         |
| 8 | Paulo Machado    | 2002-2003 | 25         |
| 8 | William Carvalho | 2007-2009 | 25         |
| 8 | Miguel Veloso    | 2002-2003 | 25         |

|    | Joueur          | Carrière  | Buts |
| -- | --------------- | --------- | ---- |
| 1  | José Gomes      | 2014-2016 | 19   |
| 2  | Umaro Embaló    | 2016-2018 | 16   |
| 3  | Pipo            | 2007-2009 | 13   |
| 4  | Candeias        | 2003-2005 | 11   |
| 4  | Bruno Matias    | 2004-2006 | 11   |
| 4  | Bruno Gama      | 2003-2004 | 11   |
| 7  | Manuel Curto    | 2001-2003 | 10   |
| 7  | Jota            | 2014-2016 | 10   |
| 7  | Vieirinha       | 2001-2003 | 10   |
| 10 | Postiga         | 2010-2012 | 8    |
| 10 | Gerson Sousa    | 2018-     | 8    |
| 10 | Domingos Quina  | 2014-2016 | 8    |
| 10 | Sancidino Silva | 2009-2011 | 8    |